# Flamanville (Sena Marítim)
Flamanville és un municipi francès situat al departament del Sena Marítim i a la regió de Normandia. L'any 2007 tenia 399 habitants.

## Demografia

### Població
El 2007 la població de fet de Flamanville era de 399 persones. Hi havia 136 famílies de les quals 20 eren unipersonals (12 homes vivint sols i 8 dones vivint soles), 40 parelles sense fills i 76 parelles amb fills.
La població ha evolucionat segons el següent gràfic:
Habitants censats

### Habitatges
El 2007 hi havia 149 habitatges, 139 eren l'habitatge principal de la família, 8 eren segones residències i 2 estaven desocupats. 147 eren cases i 1 era un apartament. Dels 139 habitatges principals, 113 estaven ocupats pels seus propietaris, 23 estaven llogats i ocupats pels llogaters i 3 estaven cedits a títol gratuït; 1 tenia una cambra, 4 en tenien dues, 8 en tenien tres, 30 en tenien quatre i 96 en tenien cinc o més. 107 habitatges disposaven pel capbaix d'una plaça de pàrquing. A 63 habitatges hi havia un automòbil i a 64 n'hi havia dos o més.

### Piràmide de població
La piràmide de població per edats i sexe el 2009 era:
| Homes | Edats   | Dones |
| ----- | ------- | ----- |
| 0     | 95 o +  | 0     |
| 0     | 90 a 94 | 0     |
| 0     | 85 a 89 | 0     |
| 0     | 80 a 84 | 0     |
| 0     | 75 a 79 | 0     |
| 0     | 70 a 74 | 4     |
| 16    | 65 a 69 | 8     |
| 12    | 60 a 64 | 12    |
| 16    | 55 a 59 | 12    |
| 16    | 50 a 54 | 8     |
| 8     | 45 a 49 | 12    |
| 12    | 40 a 44 | 20    |
| 20    | 35 a 39 | 16    |
| 8     | 30 a 34 | 8     |
| 4     | 25 a 29 | 8     |
| 4     | 20 a 24 | 4     |
| 4     | 15 a 19 | 20    |
| 16    | 10 a 14 | 28    |
| 24    | 5 a 9   | 8     |
| 12    | 0 a 4   | 12    |

## Economia
El 2007 la població en edat de treballar era de 261 persones, 192 eren actives i 69 eren inactives. De les 192 persones actives 178 estaven ocupades (96 homes i 82 dones) i 14 estaven aturades (7 homes i 7 dones). De les 69 persones inactives 17 estaven jubilades, 30 estaven estudiant i 22 estaven classificades com a «altres inactius».

### Ingressos
El 2009 a Flamanville hi havia 145 unitats fiscals que integraven 422,5 persones, la mediana anual d'ingressos fiscals per persona era de 16.970 €.

### Activitats econòmiques
Dels 12 establiments que hi havia el 2007, 2 eren d'empreses de fabricació d'altres productes industrials, 3 d'empreses de construcció, 5 d'empreses de comerç i reparació d'automòbils, 1 d'una empresa d'hostatgeria i restauració i 1 d'una empresa classificada com a «altres activitats de serveis».
L'únic servei als particulars que hi havia el 2009 era una lampisteria.
L'any 2000 a Flamanville hi havia 7 explotacions agrícoles.

## Equipaments sanitaris i escolars
El 2009 hi havia una escola elemental integrada dins d'un grup escolar amb les comunes properes formant una escola dispersa.

## Poblacions més properes
El següent diagrama mostra les poblacions més properes.